# Wu Junsheng
Wu Junsheng (chinesisch 吴俊盛, * 1940, später bekannt als Ng Chun Ching) ist ein chinesischer Badmintonspieler. 

## Karriere
Wu Junsheng wurde mehrfach chinesischer Meister im Herrendoppel. Bei den GANEFO-Spielen 1963 wurde er Zweiter im Doppel. 1965 siegte er bei den chinesischen Nationalspielen im Herrendoppel mit Lin Jiancheng. 1975 siegte er bei der gleichen Veranstaltung sowohl im Doppel als auch im Mixed. 1979 wurde er, mittlerweile als Ng Chun Ching für Hongkong startend, Weltmeister des Verbandes WBF im Mixed.